# Reginald Arvizu
Reginald Quincy Arvizu, noto anche con lo pseudonimo di Fieldy (Bakersfield, 2 novembre 1969), è un bassista statunitense, membro del gruppo musicale nu metal Korn.

## Biografia
Il soprannome "Fieldy" è un riferimento al suo cartone animato preferito, Garfield. Nella seconda metà degli anni ottanta era già bassista e cofondatore del gruppo funk metal L.A.P.D., con lo pseudonimo di "Garr". Il basso da lui principalmente suonato è il K5 Fieldy Model realizzato da Ibanez su sue specifiche, e lui descrive così il suo suono: 
Nel 2002 (poco prima che i Korn pubblicassero Untouchables) ha prodotto ed eseguito l'album Rock'n Roll Gangster sotto il nome di Fieldy's Dreams, i cui pezzi si rifanno molto (come il ritmo scandito dal suo basso) all'hip hop californiano. Il 10 marzo 2009 Fieldy ha pubblicato un libro, intitolato Got the Life, che parla della sua conversione al cristianesimo dopo anni di abuso di droghe e party hard.
Il 21 giugno 2021 Fieldy ha annunciato che non avrebbe accompagnato i Korn nel loro prossimo tour a causa di problemi personali, causati «dalle mie cattive abitudini che hanno causato tensioni con le persone che mi stanno intorno. Mi è stato suggerito di prendermi un po' di tempo per riprendermi. Terrò conto di quanto mi è stato consigliato e mi prenderò quel tempo. [...] Lavorerò per eliminare le cattive abitudini, e nel frattempo rimarrò creativo per mantenere la mia mente e la mia anima in un buon posto».

## Equipaggiamento

### Bassi
- Ibanez K5 Fieldy Model
- Ibanez Soundgear SR1305
- Ibanez Soundgear SR505
- Ibanez "K15" custom (15 corde)

### Amplificatori
- Hughes & Kettner BC 410's
- 2 Mesa/Boogie M-2000 heads (
- Hughes and Kettner 2x15 cabinet
- Mesa/Boogie 4x10 cabinet
- Recentemente ha usato Ampeg PR410HLF cabinets

### Effetti
- Sans Amp Pedal EQ Boost Pedals

## Discografia

### Da solista
- 2002 – Rock'n Roll Gangster
- 2017 – Bassically

### Con i L.A.P.D.
- 1991 – Who's Laughing Now

### Con i Korn
- 1994 – Korn
- 1996 – Life Is Peachy
- 1998 – Follow the Leader
- 1999 – Issues
- 2002 – Untouchables
- 2003 – Take a Look in the Mirror
- 2005 – See You on the Other Side
- 2007 – Untitled
- 2010 – Korn III: Remember Who You Are
- 2011 – The Path of Totality
- 2013 – The Paradigm Shift
- 2016 – The Serenity of Suffering
- 2019 – The Nothing
- 2022 – Requiem